# Mette (sanger)
Dorte Kristensen (født 4. juni 1948 i Kjellerup) er en dansk sangerinde med hele to kunstnernavne. Blev kendt i 70’erne som dansktopsangerinden Mette og i 80’erne som italo-pop sangerinden Danielle Deneuve. Startede egentlig med at studere skuespil hos Elna Brodthagen men valgte musikken som forsanger for bandet ”Key-set”.

## Karriere

### Mette
I 1972 fik Dorte sit gennembrud som dansktop-sangerinde med sangen ”Slabadubadelle” under navnet Mette. Sangen havde dansk tekst af og var produceret af Gustav Winckler og det var også hans ide med kunstnernavnet, da dansktoppen allerede havde en Dorte. Successen blev fulgt op af flere singler og LP’en ”Skilleveje” med sange af Neil Sedaka med dansk tekst.

### Danielle Deneuve
I starten af 80’erne blev Dorte hyret som sangerinde i Italo-pop projektet Gim-mix, bestående af Steen Gjerulff og produceren Paul Bach. Dorte fik til lejligheden det nye kunstnernavn Danielle Denueve, der passede godt til bandets første single ”Le Parisien”. Den franske stil gjorde også at gruppen fik meget opmærksomhed, ikke bare i Frankrig, men også andre dele af Europa. Pladerne med Danielle Deneuve blev udsendt i 39 lande. Der blev udsendt 1 album, Lovetalk, under navnet Gim-mix og 1 album under Danielle Deneuve, selv om holdet bag de 2 albums var det samme. Det største hit kom i 1985 med singlen ”The Rising Sun” som handlede om angrebet på Pearl Harbour og om Hiroshima-bomben.
Singlen blandede en mandlig fortællende stemme med Danielle Deneuves sang og sampling af taler af de amerikanske præsidenter Franklin D. Roosevelt og Harry S Truman.
Året efter udgav hun singlen "The Plague" som også blandede Danielle Deneuves sang med en mandlig fortæller, i dette tilfælde den engelske skuespiller Robert Powell.

## Diskografi

### SomMette

#### Albums
- Skilleveje (1976)

#### Singler
- "Slabadubadelle/Sørens far", Sonet T 8388 (1972)
- "Hjerter af honning/Liver et skønt", Sonet T 8396 (1973)
- "Spil du bare din vise/Når familien er på visit", Sonet T 8413 (1973)
- "Tiden løber" (1974)
- "Et kilo solskin/Gi mig en sang", Sonet T 8441(1974)
- "Jeg ser et sted/Sjov, sjov, sjov", Sonet T 8444(1974)
- "Søde røde kirsebær/Smil og få selv et smil", Sonet T 8448 (1974)

### SomDanielle Deneuve

#### Albums
- Lovetalk (1984)
- Life Goes On (1987)

#### Singler
- "Le Parisien" (1983)
- "Baby Baby" (1984)
- "Take a Break" (1984)
- "The Rising sun" (1985)
- "The Plague" Harlekin Musik (1986)